# Борг, Инга
Инга Мария Борг (швед. Inga Maria Borg; 25 августа 1925 года — 24 октября 2017 года) — шведская художница, писательница. Автор книг для детей и юношества.

## Биография
Инга Мария Борг родилась 25 августа 1925 года. Была дочерью пловца Арне Борга (Arne Borg, 1901—1981), 32-х кратного чемпиона мира и пятикратного олимпийского чемпиона.
Образование получила в Стокгольмской академии изящных искусств. Была дважды замужем. Первым мужем с 1946 года был писатель Ульф Граббстрем, второй раз вышла замуж в 1959 году за писателя Ларса Бьоркмана.
Героем многих её книг является вымышленный человечек, умеющий разговаривать с животными, с синим шарфом и с именем Plupp. В 1970 году была удостоена премии Эльзы Бесков за серию книг о Plupp. Писала также книги о животных, занималась переводами. Работала с художником-иллюстратором Evy Låås, часто сама иллюстрировала свои книги.
Последней изданной при жизни писательницы книгой была Plupp och lodjuret, выпущенная в 2005 году. Инга Мария Борг скончалась 24 октября 2017 года после длительной болезни.

### Plupp
- 1955 — Plupp och renarna
- 1956 — Plupp bygger bo
- 1957 — Plupp gör en långfärd
- 1960 — Plupp och lämlarna
- 1964 — Plupp
- 1967 — Plupp reser till havet
- 1969 — Plupp och fågelberget
- 1971 — Plupp åker flotte
- 1972 — Plupp reser till Island
- 1977 — Plupp kommer till stan
- 1982 — Hemma hos Plupp
- 1982 — Vinter hos Plupp
- 1982 — Plupp och vårfloden
- 1982 — Plupp och midnattssolen
- 1983 — Plupp och hans vänner
- 1983 — Plupp och björnungarna
- 1983 — Plupp i storskogen
- 1986 — Plupp och havet
- 1986 — Plupp och tranorna
- 1986 — Plupp och vargen
- 1990 — Plupp och Tuva-Kari i Kolmåreskog
- 1991 — Plupp och all världens djur
- 1996 — Kalas hos Plupp
- 1997 — Plupp och renkalven
- 1998 — Plupp och älgen
- 2005 — Plupp och lodjuret

### Другие книги
- 1959 — Renen Parrak
- 1961 — Bamse Brunbjörn
- 1962 — Älgen Trampe
- 1963 — Svanen Vingevit
- 1964 — Micke Rödpäls
- 1966 — Tjirr
- 1966 — Agnetas ovanliga dag
- 1968 — Kiiris långa resa under solen
- 1968 — Agnetas dag med pappa
- 1971 — Tobby och Tuss i Vilda matilda
- 1971 — Djuren kring vårt hus
- 1973 — Igelkotten Tryne
- 1974 — Vargas valpar
- 1977 — Dagboksbilder från Island
- 1979 — I naturens riken
- 1981 — Giraffen kan inte sova
- 1982 — Lejonmorgon
- 1983 — När elefanterna dansar
- 1986 — Dagar med Simba
- 1989 — I Lejonland
- 1990 — Tassa berättar
- 1991 — Hund i Paris
- 1993 — Sommarlammet
- 1995 — Katten Matisse och hans hundar